# Lee Kin Wo
Lee Kin Wo est un entraîneur de Hong Kong de football né le 20 octobre 1967 à Hong Kong. Il évoluait au poste de attaquant et a compté 59 sélections (8 buts) avec l'équipe de Hong Kong de football.

## Carrière

### Joueur
- 1985-1988 : Eastern AA  Hong Kong
- 1988-1991 : Lai Sun  Hong Kong
- 1991-1995 : Eastern AA  Hong Kong
- 1995-2003 : South China  Hong Kong
- 2003-2007 : Xiangxue Sun Hei  Hong Kong
- 2007-2008 : Workable FC  Hong Kong
- 2008- : Eastern AA  Hong Kong

### Entraîneurs
- Hong Kong FC  Hong Kong
- 2007 :  Hong Kong
- 2007-2008 : Workable FC  Hong Kong
- 2008- : Eastern AA  Hong Kong